# Acacia clelandii
Acacia clelandii é uma espécie de leguminosa do gênero Acacia, pertencente à família Fabaceae.